# NGC 401
NGC 401 este o stea situată în constelația Peștii. A fost descoperită în 30 decembrie 1866 de către Robert Stawell Ball.